# Nath sampradaya
Pour les articles homonymes, voir Nath (homonymie).
Nātha (devanagari: नाथ), est un terme sanskrit qui désigne une tradition initiatique de siddhas. Le mot en lui-même signifie « Seigneur, protecteur, refuge ». Le terme lié Adi Natha signifie « Seigneur originel » ou « Seigneur Premier » : c'est un synonyme de Shiva, en tant que dieu suprême: Mahadeva ou Maheshvara.
La tradition Nath est une tradition hétérodoxe du shivaïsme tantrique, qui contient de nombreuses sous-branches (panth). Elle a été fondée par Matsyendranath et par Gorakshanath, considérés comme  siddhas. On leur attribue le développement du hatha yoga. Ces personnages sont de même révérés dans le bouddhisme tibétain comme Mahasiddhas (grands adeptes). De grands pouvoirs ainsi qu'une réalisation spirituelle parfaite leur sont reconnus.

## Natha Sampradaya
Le Nath Sampradaya (Devanagari:नाथ संप्रदाय) est une évolution de la tradition plus ancienne nommée Siddha (ou Avadhuta) Sampradaya, une lignée ancienne de maîtres spirituels. On définit traditionnellement la fondation du Nath Sampradaya comme la mise en œuvre des idéaux reflétés par la vie et les réalisations spirituelles du guru Dattatreya, qui est considéré par beaucoup comme une incarnation humaine du Seigneur Shiva. L'établissement des Naths comme une secte indépendante aurait commencé autour du VIIIe ou du IXe siècle, avec un simple pêcheur, Matsyendranath (que d'aucuns nomment Minanath, bien que ce dernier nom puisse désigner dans d'autres écrits le père de Matsyendranath).
L'un des récits de l'origine des enseignements des Naths dit que Matsyendranath a été avalé par un poisson. Alors qu'il était prisonnier du ventre du poisson, il entendit les enseignements que délivrait le Seigneur Shiva à son épouse Parvati. Selon la légende, la raison qui faisait que Shiva donnait son enseignement au fond des océans est que le Seigneur ne voulait pas que d'autres puissent écouter ces enseignements. Sous la forme d'un poisson, Matsyendranath exerça alors son ouïe, jusqu'à être apte à entendre et intégrer les enseignements de Shiva. Après avoir été libéré du poisson par un autre pêcheur, Matsyendranath reçut l'initiation des sannyasin de Siddha Carpaṭi. Matsyendranath est reconnu comme le fondateur du courant spécifique de yogis connu sous le nom de Nath Sampradaya.
Les deux disciples principaux de Matsyendranath étaient Caurangi et Gorakhnath. Ce dernier en vint à éclipser son Guru en termes d'importance, dans bon nombre de panth du Nath Sampradaya. Encore de nos jours, Gorakshanath est considéré par beaucoup comme le plus influent des premiers Naths. On lui attribue aussi la paternité des premiers livres traitant du Laya yoga et de la montée de la kundalini-shakti.
Plusieurs lieux, ashrams et temples sont dédiés à Gorakshanath. Bon nombre de ceux-ci ont été bâtis sur des sites où il vécut et pratiqua la méditation ainsi que d'autres sadhanas. Guru Gorakh nath étant Shiva pleinement incarné, n' a pas de samadhi (tombe). Etant Shiva, Dieu en personne il n'a donc pas de tombe.
Le Nath Sampradaya ne reconnaît pas les barrières de caste, et ses enseignements sont adoptés par les hors-castes tout comme par les rois (parmi les Nava Natha, on trouve bon nombre de princes et princesses). La tradition hétérodoxe des Naths a un bon nombre de panths (sous-sectes), toutes honorant Gorakshanath comme les fondateurs de la tradition.

### Les douze Natha Panth traditionnelles
Le Nath Sampradaya est traditionnellement divisé en douze courants, ou Panths. Selon David Gordon White, ces panths ne sont pas vraiment des subdivisions d'un ordre monolithique, mais plutôt une agrégation de groupes séparés, descendant soit de Matsyendranath, soit de Gorakshanath, soit de l'un de leurs disciples. Selon le site Internet Shri Amrit Nath Ashram, les douze Natha Panthi sont les suivantes :
- Sat nathi (Satya nath Brahma)
- Dharam nathi
- Nateshwari Daria nathi (Balgundai nath Lakshman)
- Ai Panthi (Bhimla devi)
- Vairagi (Vichar nath Bharathari)
- Ram ke (Parshuram nath)
- Kapilani (Kapil nath = Kapil muni)
- Ganga nathi (Bhagirath nath)
- Man nathi (Mano nath)
- Rawal ke (Bappa rawal)
- Paava panth
- Paagal panthi (Chaurangi nath)

Toutefois, il y a toujours eu un plus grand nombre de sectes Nath, qui s'intègrent dans l'une ou l'autre des douze panthi formelles. De ce fait, les sous-sectes de sannyasin, comportant peu de membres, telles que par exemple le Adinath Sampradaya ou le Nandinath Sampradaya sont généralement soit ignorées soit amalgamées dans un panth formel.

### Lignées Nath modernes
On peut citer comme Nath récent de la Adinath Sampradaya Shri Gurudev Mahendranath (1911-1991), qui reçut l'initiation en 1953 par Shri Satguru Lokanath, l'Avadhuta de l'Himalaya'. En 1978, il fonda l'ordre nath international afin de répandre le mode de vie Nath en occident. Il écrivit bon nombre d'essais et d'articles, dont certains furent regroupés sous le titre de Rouleaux de Mahendranath (The Scrolls of Mahendranath), publiés pour la première fois en 1990. Son successeur, Shri Kapilnath, continue d'enseigner et d'initier ceux qui sont sincèrement en recherche.
La Chitrakut Math parampara, rendue célèbre de nos jours par Shri Madhavnath Maharaj est actuellement menée par Shri Mangalnath Maharaj, qui a succédé à Madhavnath et a une large base de disciples. Mangalnath a établi un temple dédié à Matsyendranath ainsi qu'un ashram à Mitmita, près de Aurangabad dans le Maharashtra.
Toutefois, on peut aisément déduire des écrits de Shri Nath Deepa-Prakash (preface ; ligne14 ; 7e édition) une contradiction de ces faits. Le 15 mai 1935, les Padukas de Madhavnath ont été consacrés au temple d'Indore. En cette occasion, on le questionna sur la désignation d'un successeur pour prendre la suite des travaux du Nath Parampara. Il répondit « Personne ne m'a accordé cette position, de même, je ne la léguerai à quiconque. » Il affirma plus tard qu'il serait bon de créer un groupe afin de préserver le Nath-Karya.

## Initiation
La Nath Sampradaya est une tradition initiatique Guru-shishya. Le statut de membre de la sampradaya est toujours conféré par l'initiation (diksha) donnée par un diksha-guru, soit le détenteur de la lignée, soit un autre membre de la sampradaya dont l'abilité à initier a été reconnue par son propre diksha-guru.
L'initiation Nath en elle-même est conduite lors d'une cérémonie formelle, durant laquelle une portion de la conscience et de l'énergie spirituelle (shakti) du Guru est transmis au shishya (disciple). Le néophyte, qui est maintenant Nath, reçoit alors un nouveau nom, qui reflète sa nouvelle identité. Cette transmission de la part du Guru est représentée symboliquement par l'application de cendres sur plusieurs parties du corps.
Dans The Phantastikos, Shri Gurudev Mahendranath, un Guru de la Adinath Sampradaya, écrit,
« La transmission de la sagesse et de la connaissance à travers les générations requiert le phénomène mystique de l'initiation, qui est valide à ce jour dans la transmission initiatique, du guru nu vers le novice nu par le toucher, le marquage, et le mantra. Dans ce rite simple, l'initiateur passe quelque chose de lui-même en celui qui est initié. L'initiation est le début de la transformation du nouveau Nath. Le fait que cette initiation a été transmise sans discontinuer durant des milliers d'années ne doit pas être négligé. Une fois que quelqu'un reçoit l'initiation Nath, elle lui appartient durant toute sa vie. Personne ne peut la lui reprendre, et l'on ne peut non plus y renoncer soi-même. C'est la chose la plus permanente, dans une vie impermanente. »

## Buts des Naths
Selon Muller-Ortega (1989: p. 37), le but principal des anciens Nath Siddhas était d'obtenir la libération (jivan-mukti) durant leur vie terrestre. Selon un Guru Nath contemporain, Shri Gurudev Mahendranath, un autre de leurs buts était d'éviter la réincarnation. Dans The Magick Path of Tantra, il écrit au sujet de plusieurs des objectifs des Naths :
« Nos buts dans la vie sont de jouir de la paix, de la liberté, et du bonheur en cette vie, mais aussi d'éviter la renaissance sur ce plan terrestre."

## Les écrits de Sonepur et le Sandha-Bhasa (langage des oiseauxtantrique)
Nayak (2006: p. 72) affirme que la localité fertile de Sonepur et sa littérature qui emploie le sandhya bhasa ont été développés principalement par Charyapada, Matsyendranath, Daridapa et les Naths :

« On peut faire remonter le développement de la littérature à Sonepur jusqu'à Charyapada, Matsyendranath et Daripada, de la secte des Naths. Ils écrivirent de la poésie ésotérique dans un langage connu sous le nom de Sandhya bhasa. Les dialectes locaux qu'ils utilisèrent ont toujours cours dans cette zone. »

Nayak (2006: p. 72) pense que la poésie mystique des Nath a influencé la littérature Panchasakha de Jagannath, Balarama Das, Balram, Yasowanta, Achyuta et Ananta :

« La poésie mystique de la secte Nath qui prospéra du VIIIe au XIe siècle a largement influencé la littérature Panchasakha de Jagannath, Balarama, Yasowanta, Achyuta et Ananta. La littérature Nath de Sonepur semble avoir défini le ton et la forme de la littérature que les âges suivants pratiquèrent. »

## Enseignants ou maîtres

### Enseignants historiques
- Shri Bhambhulnath - abbé du monastère Nath Siddha de Haridwar[4]
- Shri Gurudev Mahendranath - dernier Guru de la Adinath Sampradaya
- Nisargadatta Maharaj (1897-1981) - ancien maître de la Navnath Sampradaya
- Satguru Sivaya Subramuniyaswami - un ancien Guru de la Nandinatha Sampradaya
- Shankar Maharaj - un Nath Avadhuta[9]
- Shri Madhavnath Maharaj (1857-1936)

### Enseignants actuels
- Sri Akshunnanath Mahaprabhu (Lord Sri Akshunna) - Nath master of Alakh Puri.
- Sri Avedyanath - abbé de Gorakhnath Math[4]
- Bodhinatha Veylanswami - Sannyasin et Satguru des Nandinatha Sampradaya
- Sri Kapilnath - responsable actuel du International Nath Order de Shri Mahendranath
- Shri Narharinath - maître actuel du Shri Amrit Nath Ashram
- Sri Narayan Nath - un chef de famille (householder) Nath actuellement responsable du Vairag-panth[4]
- Shri Mangalnath Maharaj - Actuellement oint (anointed) au siège spirituel de Chitrakoot[10]
- Sri Yogi Matsyendra Nath - Sannyasin et kanphata membre du Dharma Panth. D'origine russe, il a son propre site internet, Nathas' Tradition
- Yogiraj Gurunath Siddhanath

#### Les concepts
- Sahaja
- Sama
- Samarasa
- Sampradaya
- Svecchachara

#### Les sous-sectes
- Adinath Sampradaya
- Nandinatha Sampradaya
- Navnath Sampradaya

#### Les Naths légendaires
- Adi Nath
- Minanath
- Matsyendranath
- Gorakshanath
- Baba Balak Nath